# Geschütztes Fahrzeug

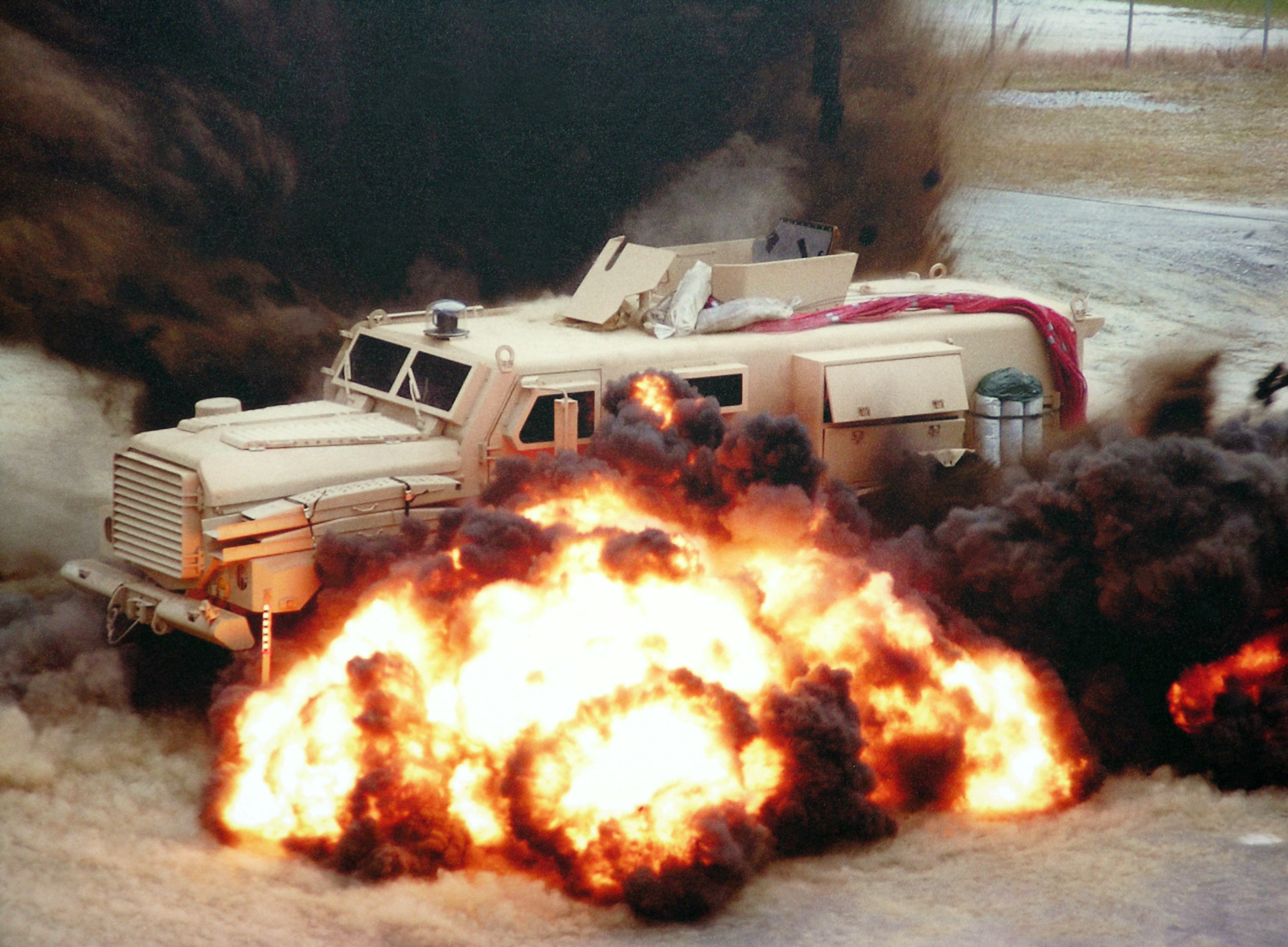
FPI Cougar HE bei einem Ansprengversuch

Geschützte Fahrzeuge sind eine Klasse militärischer Fahrzeuge.

## Merkmale und Abgrenzung
Geschützte Fahrzeuge dienen dem Transport von Personen und bedingt Material. Basis dieser Fahrzeuge mit handelsüblichen Radfahrgestellen sind 4 × 4-Geländewagen oder leichte Lastkraftwagen mit 4 × 4-, 6 × 6- oder 8 × 8-Antrieb, die – nach STANAG 4569 Schutzstufen für Insassen von Logistik- und leichten Panzerfahrzeugen – durch eine geschützte Fahrgastzelle mit Fahrzeugscheiben aus Panzerglas Schutz gegen Sprengfallen, USBV und Minen sowie gegen den Beschuss mit Handfeuerwaffen bei einem Feuerüberfall oder Hinterhalt bieten.
Geschützte Fahrzeuge werden auch zu den Transportpanzern oder Radpanzern gezählt, sind aber von diesen als eigene Unterkategorie abzugrenzen, da sie im Gegensatz zu Transportpanzern keinen Gefechtsauftrag haben und nicht oder nur bedingt gegen Panzerabwehrhandwaffen und nicht gegen Panzerabwehrwaffen geschützt sind. Unterscheidungsmerkmal ist, dass ein Transportpanzer mit einem BMK-Geschützturm zum Schützenpanzer Rad nachgerüstet werden kann, ein geschütztes Fahrzeug bietet diese Option auf Grund seiner Konfiguration nicht. Abzugrenzen sind geschützte Fahrzeuge auch von Tanketten die einen Gefechtsauftrag haben, wie zum Beispiel der Waffenträger Wiesel.
Vorteil von geschützten Fahrzeugen gegenüber Panzerfahrzeugen ist ihre höhere Mobilität auf Straßen und Wegen bei geringerem Kraftstoffverbrauch und Instandsetzungsbedarf. Zudem fällt die Beschädigung von befestigten Straßen wesentlich geringer aus als bei Kettenfahrzeugen. Letzte benötigen, um den Verschleiß und den Instandsetzungsbedarf gering zu halten, zum Transport über weite Strecken Panzertransport-Tieflader.

## Geschichte

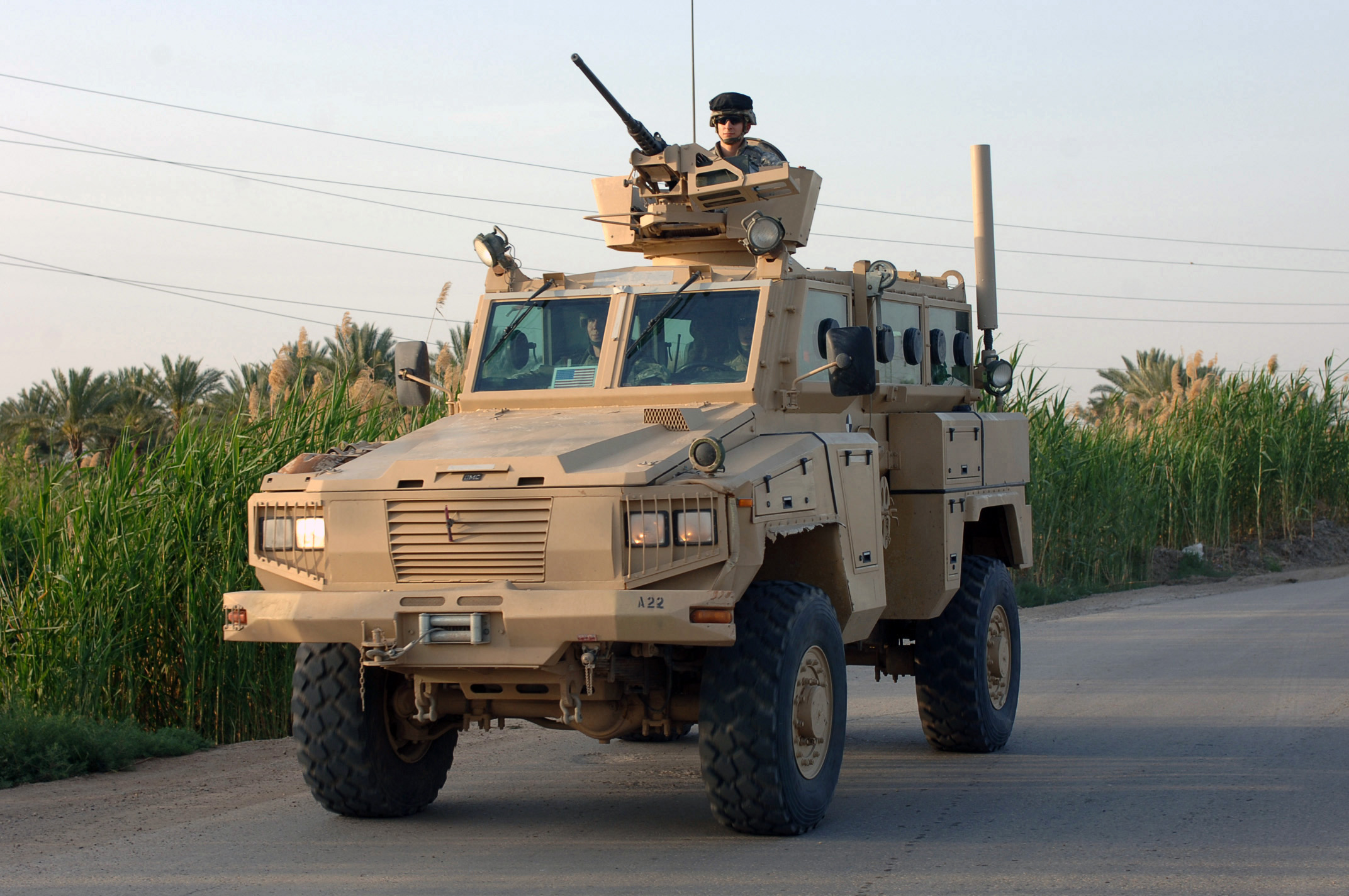
Ein Mamba

Vorläufer der geschützten Fahrzeuge wurden als Panzerwagen bezeichnet und waren gepanzerte Automobile.
Die ersten Fahrzeuge dieser Art wurden, wie der Casspir und Mamba, von der südafrikanischen Armee im Buschkrieg eingesetzt.
Die MRAP-Fahrzeuge (Englisch: Mine Resistant Ambush Protected-Vehicle; Deutsch: Minen- und Hinterhalt-geschütztes Fahrzeug) der US-Streitkräfte waren die erste Programmfamilie geschützter Militärfahrzeuge.

## Unterarten
Geschützte Fahrzeuge lassen sich unterteilen in Fahrzeuge mit einer
kurzen, geschützten Fahrgastzelle auch Light Armoured Patrol Vehicle als
- Führungsfahrzeug C4I oder C2 mit einer erweiterten Fernmeldeausstattung
- Aufklärungsfahrzeug wie der Spähwagen Fennek oder das Véhicule Blindé Léger – diese haben keinen Gefechtsauftrag im Gegensatz zu einem Spähpanzer
  - Spähfahrzeug[Anmerkungen 1] auch
  - Patrouillenfahrzeug, meist als geschützte Geländewagen mit einer Besatzungsstärke bis 5 Soldaten, auch als Transportfahrzeug VIP, Feldjägertrupp, Pioniererkundungsfahrzeug, Feldnachrichtentrupp, Feuerleittrupp Taktische Feuerunterstützung,
- Panzerabwehr- und Feuerunterstützungsfahrzeug mit einer Panzerabwehrlenkwaffe oder Granatmaschinenwaffe,

oder langen, geschützten Fahrgastzelle als
- Gruppentransportfahrzeug mit einer Besatzungsstärke bis zu 11 Soldaten,[Anmerkungen 2]
- Transportfahrzeug spezialisierte Kräfte u. a. Sanitätsfahrzeug oder BAT-Fahrzeug, Gefechtsstandfahrzeug, EOD-Trupp mit Greif- und Baggerarm, Pioniergruppenfahrzeug oder Gefechtsschadeninstandsetzungsfahrzeug,
- geschütztes Bergefahrzeug wie das Bergefahrzeug Bison
- geschütztes Versorgungsfahrzeug mit Ladefläche wie Wechselladersystem Multi, Mercedes-Benz Zetros, Iveco Trakker.

Schwerlasttransporter der Bundeswehr SLT 2 „Mammut“ ist ein geschütztes Fahrzeug zum Transport von Panzerfahrzeugen.
Im Weiteren lassen sich auch aus handelsüblichen Baumaschinen durch Umbau „gepanzerte“, also geschützte Pionierfahrzeuge wie die IDF Bulldozer D9 in diese Kategorie zuordnen.
Eine Sonderform geschützter Fahrzeuge stellen Gleiskettenfahrzeuge wie der Häglund Husky Bv206S dar.
Eine Besonderheit stellen selbstfahrende Artilleriegeschütze wie die Selbstfahrhaubitze Archer dar, dessen Fahrer- und Führungskabine geschützt und das aufgelastete Geschütz teilgeschützt ist.
Weltweit setzt die Polizei geschützte Fahrzeuge als Sonderwagen bei Hundertschaften der Bereitschaftspolizei und in taktischen Spezialeinheiten von Polizeibehörden wie den verschiedenen SWAT der Bundes- und Stadtbehörden in den USA und anderen Staaten ein.

## Geschützte Fahrzeuge der Bundeswehr

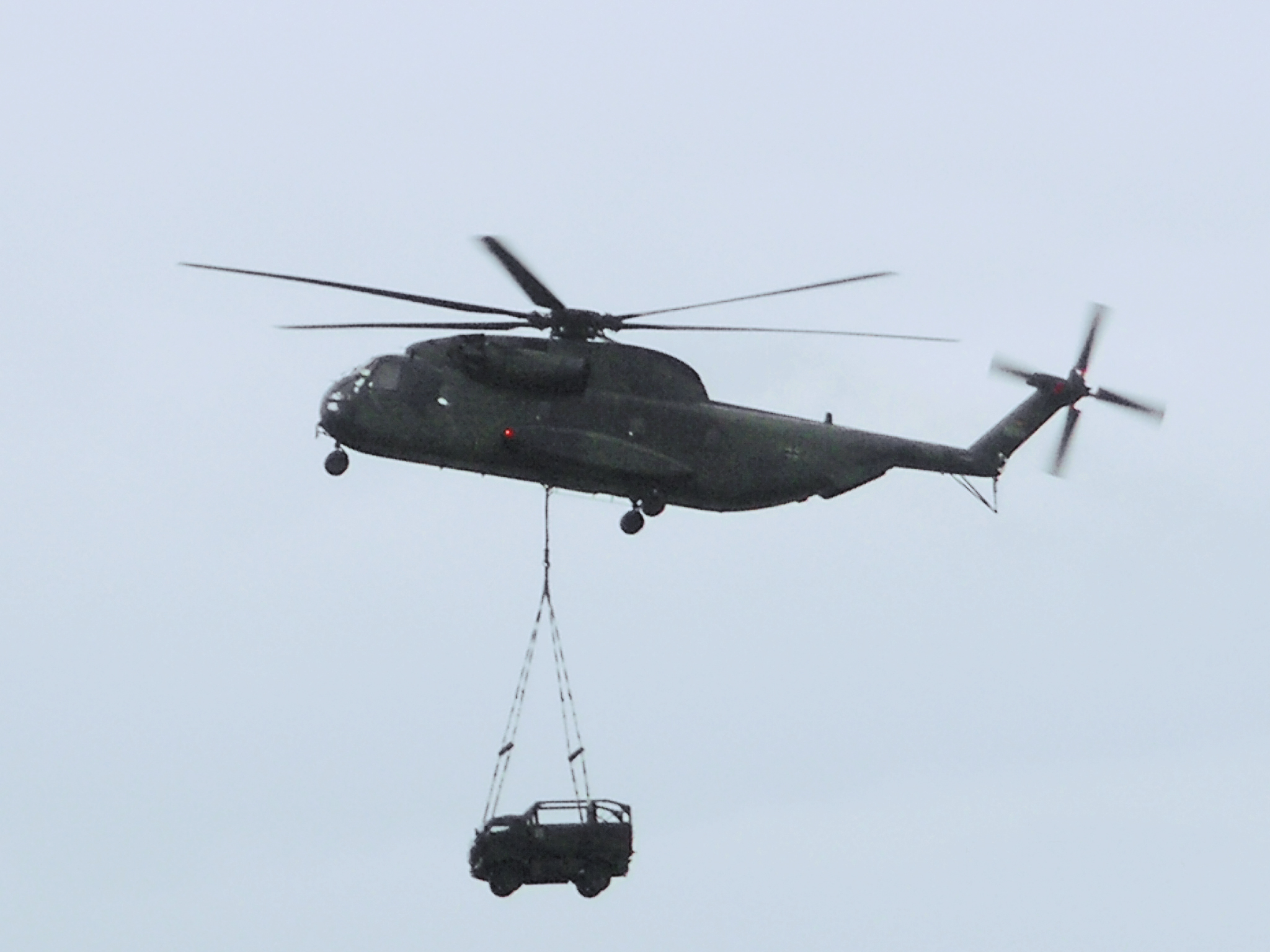
ESK Mungo als Außenlast eines CH53

Zu den geschützten Fahrzeugen der Bundeswehr gehören das LAPV Enok, der ATF Dingo und das ESK Mungo. Diese sind mit Transportflugzeugen lufttransportfähig. Nur der ESK Mungo, der ausschließlich eine Infanteriegruppe transportieren kann, und die geschützten Kleinfahrzeuge sind mit dem MTH CH-53 Transporthubschrauber lufttransportfähig.

## Geschützte Fahrzeuge der British Army
- Mastiff 2 (schwer gepanzertes Patrouillenfahrzeug)
- Panther (Führungsfahrzeug; ab 2009)
- Saxon (geländegängiges und bewaffnetes Patrouillenfahrzeug)
- Vector (Patrouillenfahrzeug)
- Viking BVS10
- Springer
- Wolfhound
- Husky
- Land Rover SNATCH 2 Nachfolger Ocelot
- Jackal
- International MXT-MV

## Geschützte Fahrzeuge der französischen Armee
- Véhicule Blindé Léger
- Petit Véhicule Protégé

## Geschützte Fahrzeuge der US-Armee
- Mine Resistant Ambush Protected Vehicle

## Einzelnachweis
1. ↑  Dorothee Frank: Geschütztes Fahrzeug für die Polizeien. In: www.behoerden-spiegel.de. Behörden Spiegel, 12. Mai 2022, archiviert vom Original (nicht mehr online verfügbar) am 23. Februar 2023; abgerufen am 23. Februar 2023.

4 × 4

Al-Wahsh |
APE |
Arlan |
Barracuda |
Bastion Patsas |
BOV |
BPM-97 |
Bushmaster Protected Mobility Vehicle |
Casspir |
Cheetah MMPV |
Condor |
Didgori |
Dosor-B |
EE-3 Jararaca |
Fahd |
Fennek |
Ferret |
FUG |
Hawkei |
HMV-420 |
Kaiman |
KrAZ Hulk |
KrAZ Spartan |
KrAZ-MPV Shrek One |
M1200 Armored Knight |
Mowag Piranha (4×4) |
Roland |
Mowag Spy |
Saxon |
M1117 Guardian |
M706 |
Panhard AML |
Pars (4×4) |
Phantom 380X-1 |
Puma (4×4) |
RG-31 |
RG-32 |
RG-33 |
Stallion 1 |
TABC-79 |
VAB (4×4)
6 × 6

Al-Fares |
AMX-10 RC |
Pegaso BMR |
Didgori-3 |
EE-9 Cascavel |
EE-11 Urutu |
EE-17 Sucuri |
ERC-90 Sagaie |
Fuchs |
KrAZ Fiona |
Panzerjäger 90 |
Mowag Piranha (6×6) |
Pandur |
Pandur II 6×6 |
Pandur Evolution |
Pars (6×6) |
Patria 6×6 |
Puma (6×6) |
Ratel |
RN-94 |
SBA-60K2 Bulat |
SIBMAS |
Sisu Pasi |
Tatrapan |
Titus |
Typ 87 |
VBTP-MR Guarani |
VAB (6×6) |
WZ551
8 × 8

ABC-Aufklärungsfahrzeug 08 |
Al-Mared |
ATOM |
B33 Zimbru |
Barys |
Bumerang |
GTK Boxer |
BTR-3U |
BTR-4 |
BTR-80 |
BTR-90 |
BTR-94 |
Centauro |
CM-32 Yunpao |
DAF YP-408 |
EBR-75 |
Eitan APC |
Freccia |
Iveco SuperAV |
LAV 25 |
LAV III |
Lazar BVT |
Luchs |
Mowag Piranha (8×8) |
Mowag Shark |
OT-64 SKOT |
Pandur II 8x8 |
Pars (8×8) |
Patria AMV |
Radschützenpanzer 93 |
R600 |
Rooikat |
Saur 1 |
Saur 2 |
Stryker |
TAB-63 |
TAB-71 |
TAB-77 |
TATA Kestrel |
Terrex AV-81 |
Typ 16 |
Typ 96 |
VBCI
10 × 10

Mowag Piranha (10×10) |
GPV General